# Derrioides
Derrioides là một chi bướm đêm thuộc họ Geometridae.